# Thalheim, Sachsen
Thalheim, Sachsen (officiellt: Thalheim/Erzgeb.) är en stad i Landkreis Erzgebirgskreis i förbundslandet Sachsen i Tyskland. Staden har cirka 6 000 invånare.